# Elendenhaus (Pasewalk)

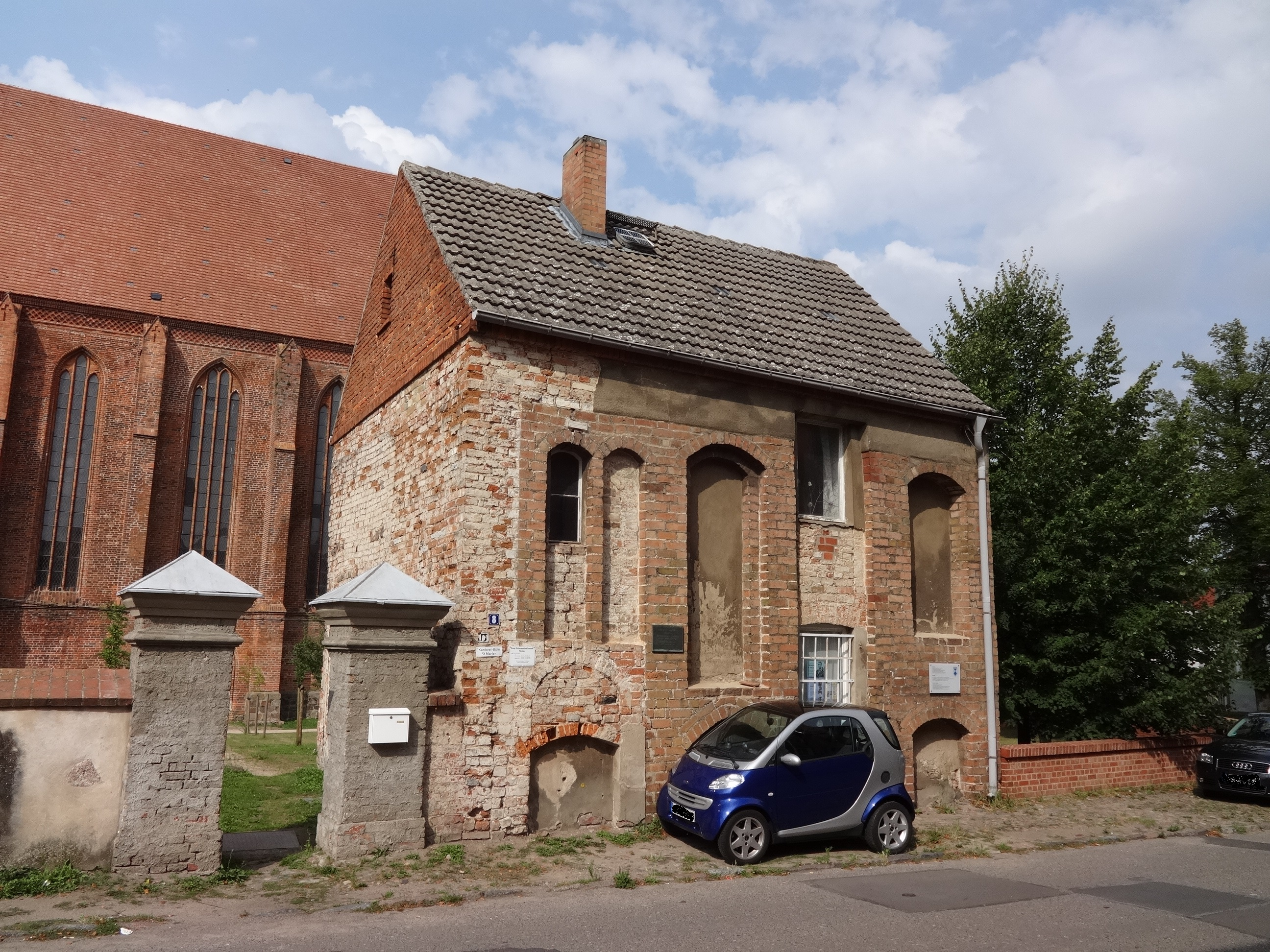
Elendenhaus vor der St.-Marien-Kirche

Das mittelalterliche Elendenhaus (in der Denkmalliste als Elendshaus bezeichnet) ist ein denkmalgeschütztes Gebäude in Pasewalk, einer Stadt im Landkreis Vorpommern-Greifswald in Mecklenburg-Vorpommern. Das gotische Haus gilt als ältester Profanbau Pasewalks.

## Geschichte
Das Gebäude entstand vermutlich in den 1350er-Jahren als Wohnhaus im Zusammenhang mit der weiter nördlich zu dieser Zeit errichteten Kirche St. Marien. Das Gebäude steht an der südlichen Mauer des Kirchhofs auf dem ehemaligen Friedhof. Es diente in den darauffolgenden Jahrhunderten als Herberge für Pilger und mittellose Fremde. 1563 wurde es erstmals als Bettler- und Armenhaus bezeichnet. Nach der Reformation löste man die Stiftung auf, und es diente als Wohnung für den Totengräber und Kirchendiener der Stadt. Im 21. Jahrhundert nutzt die Gemeinde das Haus als Verwaltungsgebäude.
Die Nutzung des Hauses im Lauf der Jahrhunderte ist ungeklärt. Die zweizonige Fassadengliederung wie auch die Ost-West-Ausrichtung des Gebäudes weisen auf einen Sakralbau hin. Die Westwand verfügt über Maueranschlüsse, die auf eine geplante Verlängerung des Gebäudes hindeuten. Bauhistoriker meinen, dass eine Kombination verschiedener Nutzungen möglich gewesen sei. Im Jahr 2017 waren starke Mängel am Gebäude zu verzeichnen. Ein mangelhaftes Fundament und Feuchtigkeit haben dem Mauerwerk zugesetzt. Das Gebäude musste geräumt werden.

## Architektur
Der zweigeschossige Bau wurde aus rotem Ziegelstein errichtet. Jede Fassade des Hauses sieht anders aus. An der Nord- und Südseite befinden sich mehrere, im Laufe der Jahrhunderte umgebaute bogenförmige Fenster, die zum Teil zugemauert sind. Auch sie sind mit rotem Ziegelstein eingefasst. Darüber befindet sich ein einfaches Satteldach. Der ursprüngliche Putz ist nicht mehr vorhanden. Im Innenraum gibt es eine zweigeschossige Unterteilung, die aus dem 18. Jahrhundert stammt. Das Haus verfügt über einen noch zugeschütteten Keller.